# Alberto Osório de Vasconcelos
Alberto Osório de Vasconcelos (Lisboa, 29 de janeiro de 1842 — Mangualde, 27 de junho de 1881) foi um oficial do Exército Português, escritor, jornalista e político, deputado durante várias legislaturas. Ligado à Maçonaria, foi ajudante-de-campo do marquês de Sá da Bandeira e fundador do periódico A Democracia (em 1872).